# 칸나 (기업)
칸나는 경기도 용인시에 있는 문구회사이다. 1998년 5월  (주) 포커스로 설립되었으며 모체 계몽사의 부도로  위기에 처한 (주) 영문구의 문구 사업을 같은 시기 인수하였다. 2001년 1월  현재의 이름으로 변경하였다. 또한 칸나는 앨범의 명가 칸나앨범을 만들기 위해 노력하고 있다.

## 연혁
- 1980년 10월 : 주식회사 영문구 설립 (계몽사, 영실업 계열 분리되어 설립)
- 1998년 5월 : 주식회사 포커스 설립, 주식회사 영문구로부터 문구 사업부문 인수
- 1998년 6월 : 주식회사 영문구 폐업
- 2001년 1월 : 주식회사 포커스에서 주식회사 칸나로 상호변경

## 브랜드

### 앨범류
- 포켓식앨범
- 접착식앨범

### 노트류
- 초등노트
- 중등노트

## 칸나앨범 전속모델
| 칸나 전속모델          | 내용                                                     |
| ---------------------- | -------------------------------------------------------- |
| 김희애(1984년)         | 일요일은 사진을 정리하세요~ 칸나 칸나앨범~               |
| 전영록(1987년)         | 가슴으로 울려퍼지는 전영록 가수들 앨범으로 만나보실래요~ |
| 나한일, 유혜영(1989년) | 우리 같이 앨범 정리할까? 앨범들의 베스트셀러 칸나앨범~   |

## 웹사이트
- 쇼핑몰 보관됨 2019-07-25 - 웨이백 머신
- 홈페이지

1. ↑  박성휴 (1998년 1월 23일). “계몽사 최종부도”. 경향신문. 2020년 8월 7일에 확인함.